# Diheteropogon amplectens
Diheteropogon amplectens е вид многогодишно тревисто растение от семейство Житни (Poaceae).

## Разпространение
Това е широко разпространен африкански вид растящ в тропическите райони на континента.

## Описание
Достига на височина от 70 до 100 cm.